# تايشان
تايشان هي مدينة ساحلية تقع في جنوب مقاطعة قوانغدونغ، بجنوب شرقي جمهورية الصين الشعبية. تتربَّع المدينة ضمن دلتا نهر اللؤلؤة جنوب غرب جيانغمين (التي تتبعها إدارياً)، وعلى مسافة 140 كيلومتراً غربي هونغ كونغ. تضمُّ المدينة 95 جزيرة، بينها أكبر جزيرة في قوانغدونغ المُسمَّاة جزيرة شانغشوان.
تشتهر تايشان بأنها مسقط رأس الكرة الطائرة، التي جاءت إليها من صينيّي ما وراء البحار، وكذلك موسيقى قوانغدونغ. وقد فازت المدينة في الكثير من البطولات على مستوى الولاية ومستوى كامل الصين.